# Ryszard Ruszel
Ryszard Ruszel (ur. 1928 w Przemyślu, zm. 24 kwietnia 2012) – popularyzator kultury Lwowa, pedagog.
Dzieciństwo oraz lata młodzieńcze spędził we Lwowie, gdzie miał bezpośredni kontakt z gwarą tego regionu. W 1945 przeniósł się wraz z rodziną do Gliwic; absolwent Akademii Ekonomicznej w Katowicach.
Po studiach podjął pracę w szkolnictwie; współzałożyciel Technikum Chemicznego w Gliwicach, później Zespołu Szkół Ekonomiczno-Gastronomicznych. Jednocześnie pracował na stanowisku redaktora w redakcji "Nowin Gliwickich" oraz "Dziennika Zachodniego" w Gliwicach. Po przejściu na wcześniejszą emeryturę założył wydawnictwo PAGINA, gdzie wydawał swoje książki. Tematyka jego opracowań skupiała się głównie na obrazach zapamiętanych z rodzinnego Lwowa oraz początków okupacji.
Autor między innymi:
- Cytaty i przysłowia łacińskie
- Przysłowia stare jak świat
- Radiostacja Obszaru AK Lwów zamilkła
- Powrót Marszałka Śmigłego Rydza do Polski
- Wesoła Gwara Lwowska